# Rossau (Adelsgeschlecht)

Wappen

Die Familie von Rossau war ein ursprünglich fränkisches Adelsgeschlecht.

## Ursprung und Geschichte
Der namensgebende Stammsitz der Familie von Rossau, die im Laufe der Jahrhunderte verschiedene Namensvariationen durchlaufen hat, ist Rossach, heute eingemeindet nach Großheirath im oberfränkischen Landkreis Coburg. Als Herrensitz gilt nach heutigem Forschungsstand nach Siglinde Buchner ein Festes Haus unweit der Wehrkirche. Die ersten urkundlichen Erwähnungen finden sich mit Ulrich von Rodizzache und Rodezach 1139 und 1149. In Urkunden erscheint die Familie als Razzaha, Rodizzache, Rodezach, später als Rozza, Rozzac oder Razzach. Im 16. Jahrhundert werden sie auch Rossaw(e) geschrieben. Johann Gottfried Biedermann ordnete 1747 die Familie als von Roßach dem Ritterkanton Baunach zu.

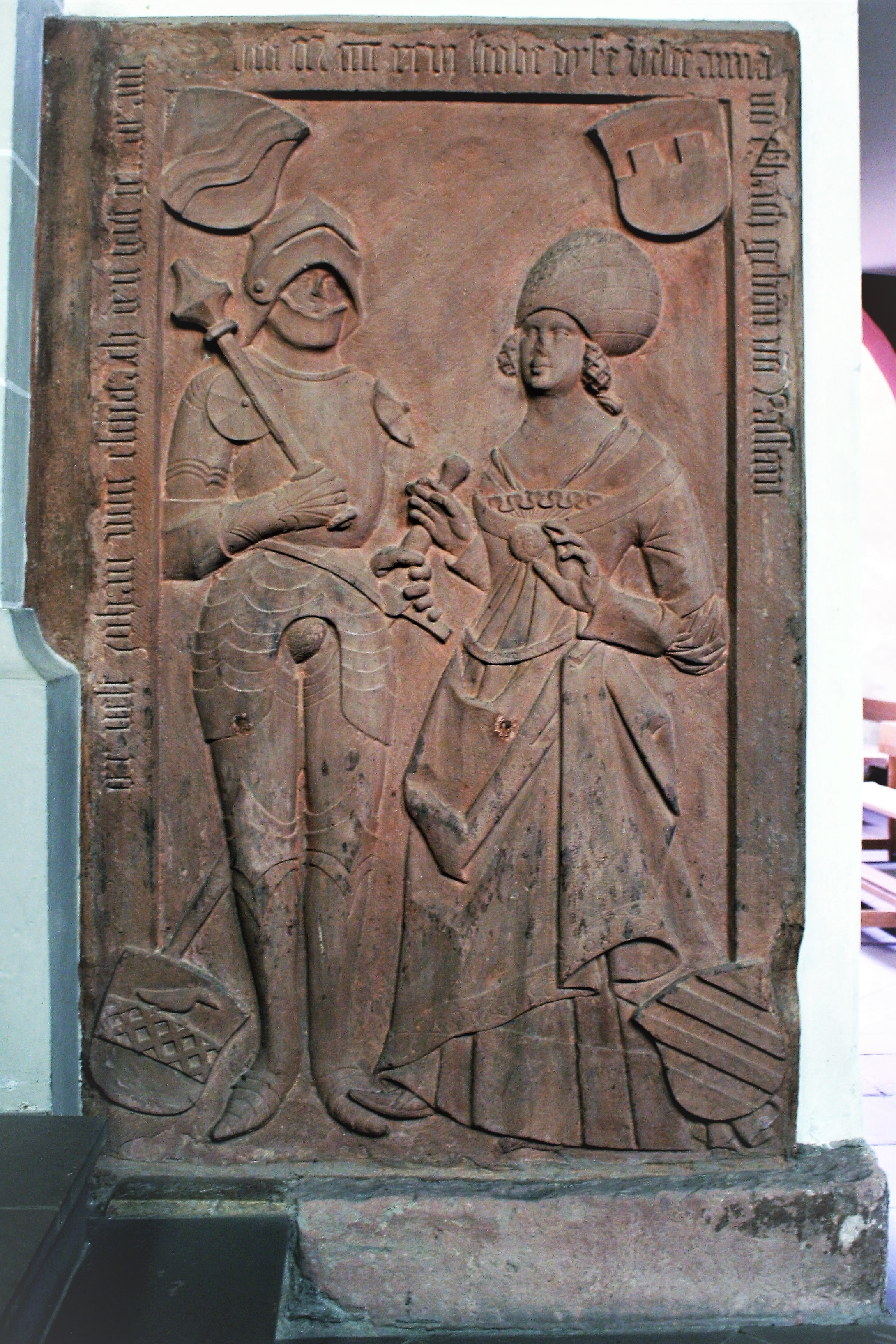
Epitaph Johann v. Eschbach u. Anna v. Rossau von 1496 in der St. Martinskirche in Lorch (Rheingau).

Die Familie erscheint in Urkunden u. a. als Zeugen bei Schenkungen an das Kloster Banz. Im 14. und 15. Jahrhundert waren sie Gefolgsleute der Bischöfe von Würzburg und der Grafen von Henneberg. Sie verfügten über Lehen im Bereich des heutigen Marktes Stadtlauringen.
Eine geschlossene Kette von Besitzern aus der Familie von Rossau zu Obermögersheim ist von 1496 bis 1622 bekannt. Sie hatten Lehen des Hochstifts Eichstätt und markgräfliche Lehen inne. Durch Heirat mit der Familie von Kempnaten, die die Vorbesitzer des Schlosses waren, ging der Besitz an die Familie von Rossau über. Bernhart von Rossau immatrikulierte das Herrenhaus 1505 im Ritterkanton Altmühl. Der kinderlose Hans Wolf von Rossau bemühte sich vergebens Besitz auf seinen Vetter auf Burg Neuburg am Neckar zu übertragen. Die Familie von Rossau war offenbar als Söldner von Friedrich I. von der Pfalz zu Burg Neuburg gelangt und gilt demzufolge bei Johann Siebmacher als rheinisches Adelsgeschlecht. Diese Linie starb 1619 aus und das kurpfälzische Lehen fiel heim.
Nach dem handgeschriebenen und -gemalten Buch über die Geschlechtsregister der Familie, welches 1491 begonnen wurde, sind dort folgende Familienbeziehungen angegeben: Verheiratungen mit den von Bardorf, von Elm, Geyer von Giebelstadt, Gulpen genannt von Heddesheim, Knoth von Rottenstein, von Königshofen, von Köntze, von Lohrbach, Truchseß von Wetzhausen, Wolf von Walldorf und von Wolkenstein.

## Wappen
Das Wappenschild ist durch Mauerzinnen geteilt in Gold und Rot. Die Helmdecken sind Rot und Gold. Der gekrönte Helm trägt als Helmzier zwei Büffelhörner ebenfalls in Rot und Gold geteilt. Es ist in einem von Johann Siebmachers Wappenbüchern und bei Rietstap abgebildet.

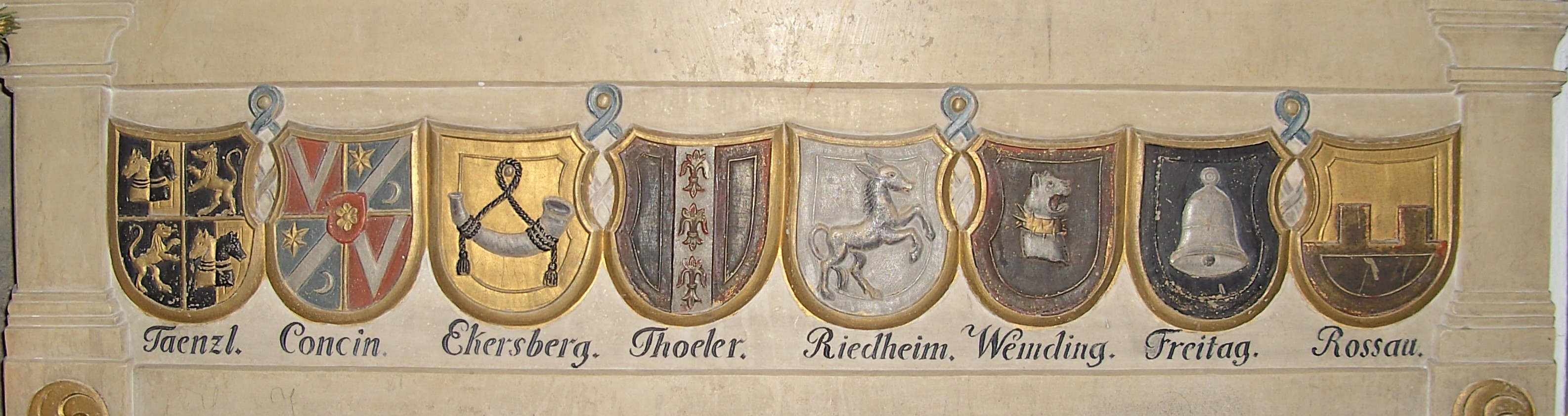
Ausschnitt aus dem Epitaph der Franziska Susanna Tänzlin von Tratzberg, verh. von Reisach, in der Kirche zu Rennertshofen